# Brüttelen
Brüttelen (em francês: Bretiège) é uma comuna da Suíça, situada no distrito administrativo de Seeland, no cantão de Berna. Tem 6,6 km² de área e sua população em 2018 foi estimada em 578 habitantes.